# Jan Stanisław Dembiński
Jan Stanisław Dembiński (Dębieński) herbu Rawicz (zm. przed 4 kwietnia 1754 roku) – starosta wolbromski w latach 1729–1750, starosta rudzki w 1746 roku, łowczy krakowski w 1740 roku, rotmistrz lelowski w 1733 roku, poseł na sejm w 1729 roku, poseł województwa krakowskiego na sejm w 1746 roku, konsyliarz i delegat województwa krakowskiego w konfederacji dzikowskiej 1734 roku.
W 1742 roku był komisarzem z województwa krakowskiego Trybunału Skarbowego Koronnego.
Był dziedzicem Szczekocin, żonaty z Marianną Ewą Krasicką, dziedziczką Przysuchy, Rusinowa i Janikowa. Miał synów Franciszka i Kajetana.